# Bulbophyllum aithorhachis
Bulbophyllum aithorhachis är en orkidéart som beskrevs av Jaap J. Vermeulen. Bulbophyllum aithorhachis ingår i släktet Bulbophyllum och familjen orkidéer. Inga underarter finns listade i Catalogue of Life.